# Мустафар
Мустафар (англ. Mustafar, [ˈmʊstəfɑr]) — крихітна, вигадана вулканічна та лавова планета в Системі Мустафар, у франшизі «Зоряні війни». Мустафар підтримує непостійну орбіту між двома газовими гігантами. Представлена в останньому фільмі — приквелі «Помста сітхів» (2005), вона також з'явилась у фільмах «Бунтар Один» (2016) та «Епізод IX — Сходження Скайвокера» (2019). Планета лави складається здебільшого з вулканічних середовищ, що включають лавові річки та діючі вулкани. Здебільшого її запам'ятали за роль, яку вона відіграла у «Помсті ситхів», будучи місцем кульмінаційної дуелі на світлових мечах між Обі-Ваном Кенобі та його колишнім учнем Дартом Вейдером, яка призвела до спотворення останнього та одягнення в обладунки для підтримки життя. Планета також фігурувала в різних допоміжних медіа, зокрема у VR-грі Vader Immortal: A Star Wars VR Series (2019), яка показує, що Мустафар колись була лісистою планетою, і досліджує походження її поточного стану.

## Розробка
У той час як творець франшизи Джордж Лукас писав продовження оригінальної трилогії «Зоряні війни», він окреслив передісторію, яку зрештою можна буде побачити в трилогії-приквелі, включаючи кульмінаційний поєдинок між майстром-джедаєм Обі-Ваном Кенобі та лордом ситхів Дартом Вейдером (колишнім учнем Кенобі)., Енакін Скайвокер). У романі «Повернення джедая» Обі-Ван розповідає про свою битву з Енакіним, стверджуючи, що останній «впав у розплавлену яму».
Під час попереднього виробництва «Помсти ситхів» Стівена Спілберга залучили як «запрошеного режисера», щоб він вніс пропозиції художнім дизайнерам щодо сцени дуелі. Він припустив, що Енакін і Обі-Ван повинні «стікати потом» і що «їхнє волосся в якийсь момент має диміти», що Лукасу сподобалося. Під час зйомок фільму в Італії сталося виверження вулкана Етна. Знімальні групи були направлені на місце, щоб зняти кілька ракурсів вулкана, які пізніше були з'єднані на задньому плані фільму; 910 художників створили 49 секунд відеоматеріалу для дуелі за 70 441 людино-годин.

## Поява
У «Помсті ситхів» після смерті графа Дуку наприкінці Війн клонів Дарт Сідіус наказує генералу Ґрівусу відправити решту лідерів сепаратистів сховатися на Мустафар (де рідко населений такими істотами, як мустафаріанці). Коли Сідіус досягає своєї мети — перетворити Галактичну Республіку на Галактичну Імперію, він наказує своєму новому учневі, Дарту Вейдеру, вбити їх під час завершального акту війни. Незабаром після смерті лідерів сепаратистів Вейдер стикається зі своїм колишнім наставником Обі-Ваном Кенобі, з яким він бере участь у жорстокій дуелі на світлових мечах. Вейдера залишають помирати на березі вулкана, але Сідіус рятує його та надягає на нього кібернетичний костюм, щоб залишити його живим.